# (6072) Hooghoudt
(6072) Hooghoudt est un astéroïde de la ceinture principale.

## Description
(6072) Hooghoudt est un astéroïde de la ceinture principale. Il fut découvert le 25 mars 1971 à l'observatoire Palomar par Cornelis Johannes van Houten, Ingrid van Houten-Groeneveld et Tom Gehrels. Il présente une orbite caractérisée par un demi-grand axe de 3,16 UA, une excentricité de 0,02 et une inclinaison de 9,2° par rapport à l'écliptique.

## Compléments